# Murrayon dianeae
Murrayon dianeae är en djurart som tillhör fylumet trögkrypare, och som först beskrevs av Kristensen 1982.  Murrayon dianeae ingår i släktet Murrayon och familjen Macrobiotidae. Inga underarter finns listade i Catalogue of Life.